# Alfa Romeo 164
O Alfa Romeo 164 é um carro executivo com corpo de berlina, produzido pela fabricante de automóveis italiana Alfa Romeo entre 1987 e 1997.
O 164 foi renomeado como 168 para os mercados de Hong Kong e da Malásia, porque o número 164 tinha uma conotação muito negativa (em chinês, 164 é um homófono de "todo o caminho para a morte"), enquanto 168 quer dizer exatamente o contrário ("todo o caminho para a prosperidade").
No Brasil, foi importado oficialmente pela FIAT, dona da Alfa Romeo. Chegou aqui em 1990 custando US$ 135.000,00 na versão de entrada, o que proporcionava a seus proprietários um enorme status. Para se ter ideia, com este valor era possível adquirir 5 Fiat Uno CS 1.3 0 km. Era um veículo extremamente potente, confiável e com um conforto extraordinário. Infelizmente, a Fiat não soube vender o veículo no Brasil, e acabou deixando os compradores sem assistência, sem peças e sem esperanças. Isso criou uma fama de carro ruim, o que não é verdade. O carro é incrível, mas devem ser analisados os donos anteriores, a manutenção periódica, além da quilometragem e estado geral. Recomenda-se levar um mecânico especializado em Alfas para auxiliá-lo na compra. O preço atual de um 164 em bom estado gira em torno de R$ 18.000,00, desconfie de valores abaixo de R$ 12.000,00, pode ser uma bela furada. Alguns exemplares em perfeito estado podem atingir exorbitantes R$ 30.000,00, com quilometragem baixa, manual, chave reserva, livreto de revisões, documentação vasta, cambio automático, entre outros mimos. Mas opte pelos exemplares de cambio mecânico, pois são menos suscetíveis a problemas, além de proporcionarem mais diversão ao conduzir. O ronco do motor é outro ponto que merece destaque, seus coletores em aço inox conferem um ronco abafado e esportivo, instigando o dono a extrair o máximo de potência do veículo.

## Resumo
Revelado pela primeira vez no Salão de Frankfurt de 1987, o 164 podia ser considerado o primeiro da "nova geração" de Alfa Romeos. Foi o último modelo a ser desenvolvido pela marca enquanto era independente (embora tenha sido lançado alguns meses depois da Fiat ter comprado a empresa), e foi sobretudo o primeiro grande Alfa com tracção à frente. O 164 foi essencial ao plano da Fiat para relançar a Alfa Romeo como uma marca de prestígio após o fim dos anos 70 e do início dos anos 80.
O 164 foi a última berlina da Alfa Romeo para ser vendida nos EUA, onde só estava disponível a versão 3.0 V6 (12 válvulas de 1991-1993, 24 válvulas 1994-1995).
Foi muito bem sucedido na Europa, atraindo condutores interessados que queriam uma berlina desportiva confiável e com preço acessível como alternativa às ofertas alemãs da BMW e da Mercedes.
O 164 foi descontinuado e substituído pelo 166 em 1998. 273,857 unidades foram produzidas.

## Design
O Alfa Romeo 164 foi desenhado pela Pininfarina, pouco depois de completarem o Ferrari Testarossa. Pode-se ver que o 164 partilha várias ideias de design com o Ferrari que é expressa como uma berlina de quatro portas. Em termos de património, o design é também a extensão lógica e sucessor do Alfetta, particularmente o último modelo "nariz comprido, faróis quadrados".
O 164 foi o primeiro Alfa a ter um uso extensivo de desenho assistido por computador para calcular tensões estruturais, resultando numa carroçaria muito rígida, mas relativamente leve. O 164 foi a base para o chassis Tipo Quatro, que partilha com o Lancia Thema, Fiat Croma e Saab 9000. Sendo o último a chegar ao mercado, a carroçaria do 164 era a mais aerodinâmica e tinha um perfil marcadamente mais liso e um menor coeficiente de arrasto. Em ordem para permitir esta variação de design, uma suspensão dianteira exclusiva foi desenvolvida.
O Alfa Romeo 164 foi o primeiro Alfa Romeo "nova tecnologia" e a base tecnológica e de estilo de todos os Alfa Romeo actuais.
O 164 também introduziu qualidade de construção dramaticamente melhorada em relação aos Alfas anteriores, contendo um armação de aço galvanizado e painéis de carroçaria variados pela primeira vez, acabando com a queixa mais comum dos clientes da Alfa sobre problemas de ferrugem encontrada em modelos antigos como o Alfasud e o GTV.
Embora alguns puristas temeram a perda de carácter graças à adopção de tracção às rodas dianteiras pela primeira vez numa berlina de topo da Alfa, o carro provou-se a si mesmo como confortável ao mais alto nível, com um carácter desportivo distinto, de acordo com a tradição da marca. De facto, a imprensa motorizada da altura disse que a sua única falha era alguma viragem feita pelo torque, particularmente nas versões anteriores.
O 164 foi desenhado para competir no segmento de carros executivos dominados pelo BMW Série 5 e pelo Audi 100. Oferecia melhor relação qualidade-preço em termos de tecnologia (tendo três computadores de bordo, um para o ar condicionado, um para a instrumentação e um para a gestão do motor;o ar condicionado e as funções dos instrumentos partilhavam um microcontrolador classe Z-80 codificado com múltiplos modos para o funcionamento do painel de instrumentos). A direcção do ar no sistema de ventilação era controlada por um par de servomecanismos, que foram construídos usando peças de plástico notoriamente frágeis que eram propensas a falhas; possíveis custos altos das partes do carro fora aliviados com as partes comuns do 166. Pelo menos uma empresa de revenda também desenvolveu engrenagens de metal de substituição, que elimina o problema ruptura.
O carro tinha algumas características avançadas para a sua altura, como controlo climático automático e suspensão de amortecimento controlada electronicamente (nos modelos topo de gama Cloverleaf e 164S). A suspensão reduzia activamente o amortecimento em resposta às condições para fornecer um compromisso dinâmico entre aderência à estrada e conforto. O 164 também possuía motores classificados como os melhores da indústria na altura, e os desenhos básicos dos motores foram usados pela Alfa Romeo até há pouco tempo pela Alfa Romeo em toda a sua gama de modelos.

### Alfa Romeo Q4

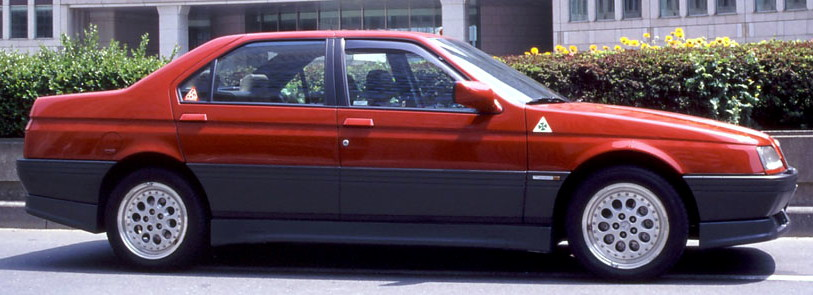
Alfa Romeo 164 Q4

Em 1993 a Alfa introduziu uma variante com tracção às quatro rodas chamada Q4 (abreviatura para Quadrifoglio 4), que estava equipado com uma versão ainda mais potente do motor 3.0 L V6. O sistema 4x4 do Q4 (Viscomatic) foi co-desenvolvido pela companhia austríaca Steyr-Puch. O sistema era muito avançado em comparação com os outros sistemas 4x4 da altura. O sistema consistia  nma unidade de acoplamento viscoso, diferencial central epicíclico e diferencial Torsen na traseira. O sistema todo é conectado às unidades ABS e Motronic. A potência conduzida ao eixo traseiro é variável continuamente de 0 a 100%, por isso o carro pode ter inteiramente tracção às rodas dianteiras ou traseiras, dependendo das condições. O torque é distribuído entre os eixos dependendo da velocidade, eixo de viragem, rotações por minuto do motor, posição do acelerador e paramétricos do ABS. Este modelo estava equipado caixa de velocidades manual de 6 velocidades.

## Desenvolvimento

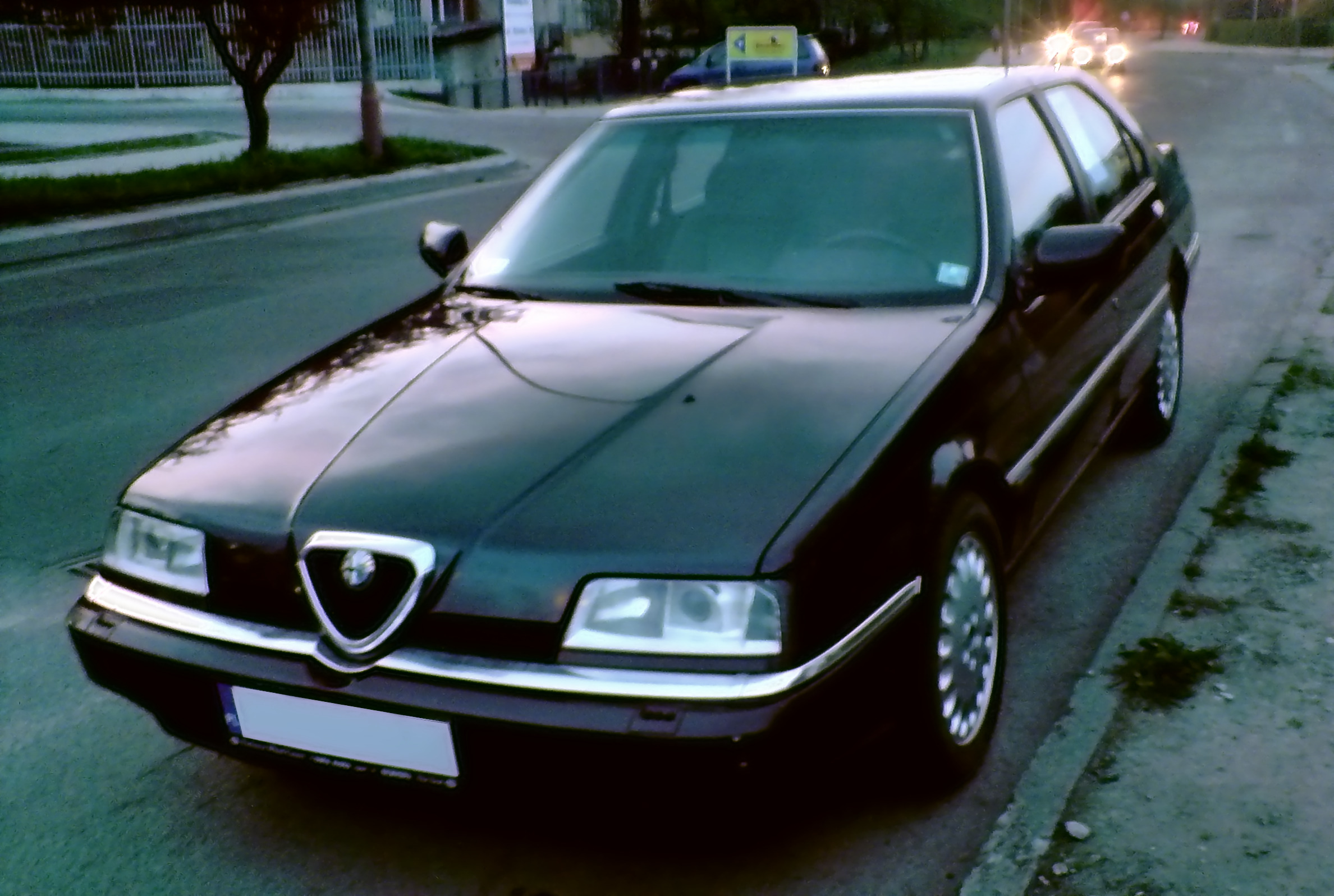
Alfa Romeo 164 Super 3.0 V6

O desenvolvimento do 164 foi de longe, o mais exigente de todos os automóveis fabricados pela Alfa Romeo, e estabeleceu o padrão pelo qual os outros fabricantes europeus seriam medidos.
- Os testes iniciais dos elementos dinâmicos do 164 começaram em 1984, onde os Giuliettas foram usados como mulas de teste para os motores e transmissões. Falhas de condução iniciais foram eliminados na pista de testes da fábrica em Arese.
- Em 1985, os primeiros 164 de pré-produção foram postos em estrada. Disfarçados, com muitos painéis falsos e um falso desenho de nariz (emprestados do igualmente subdesenvolvido 155), ostentando quatro faróis redondos, estes veículos de teste serviram para testar o 164 para o exaustivo milhão de quilómetros e testes rodoviários exigidos pelo design.

## Motor

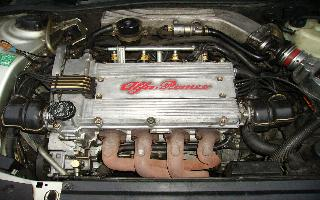
Alfa Romeo Twin Spark 8-valve 4-cylinder engine

O motor do 164 era o motor Twin Spark I4 de 2,0 L com duas velas de ignição por cilindro. Além disso, esse motor também foi notável por ter um sistema de sincronização de válvulas de dois estágios (antes do VTEC da Honda) e um sistema de válvula de indução do tipo lâmina, com o objetivo de melhorar o torque em baixa rotação.
O bloco do Twin Spark era o mesmo 2.0 L que fez parte da história dos carros de corrida da Alfa desde os anos 30. O motor apresentava injeção de combustível, controlada por um sistema Bosch Motronic, além de um cabeçote de cilindro DOHC acionado por corrente, ventilador de refrigeração ligado correia do alternador, maior confiabilidade e menor atrito parasitário. A bateria de todos os 164s foi colocada no porta-malas para atingir uma distribuição de peso próxima de 50:50.

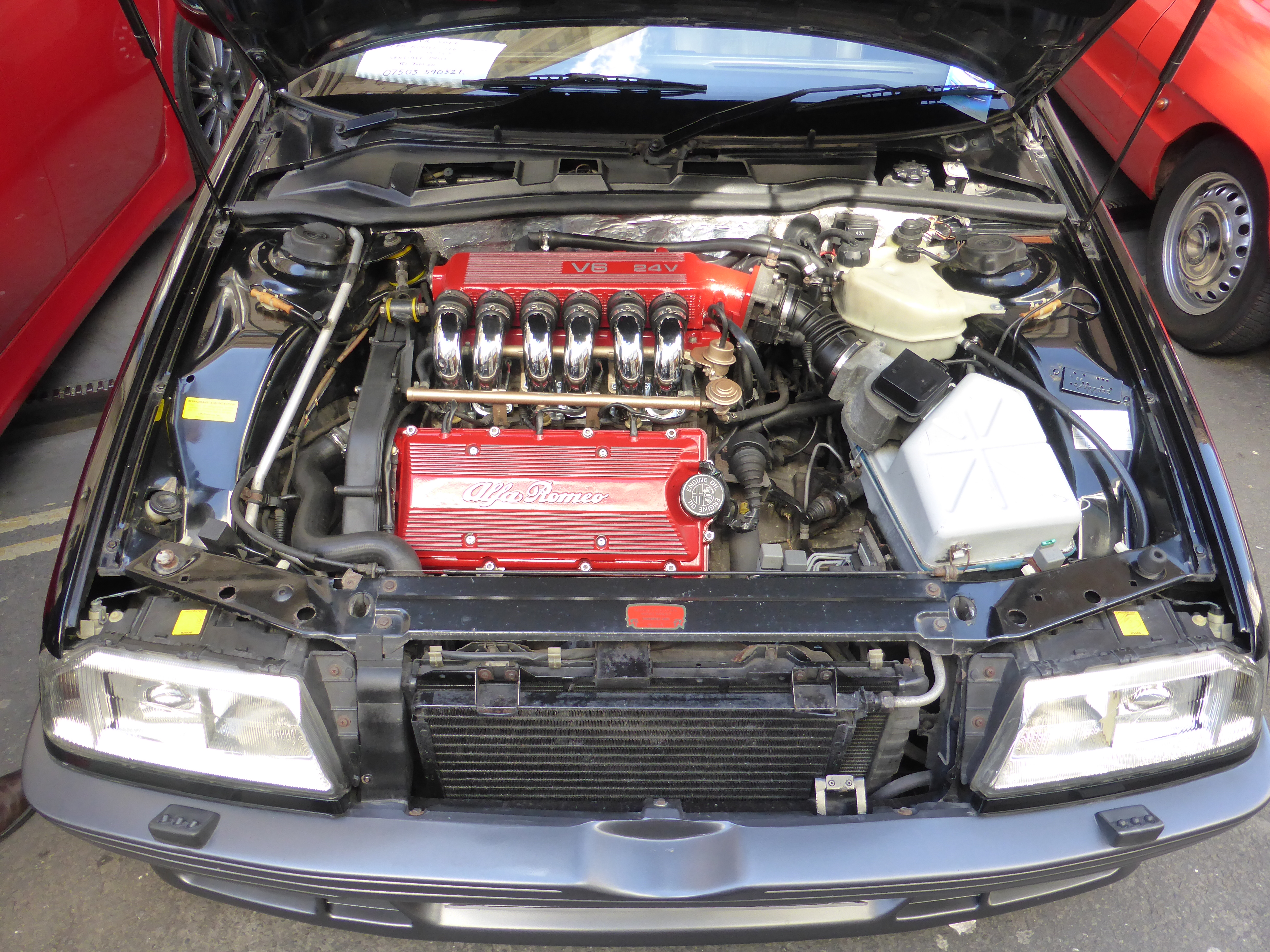
Alfa "Busso" V6 24v em um 164 Q4

Logo depois veio o motor turbo de 2,0 L de 8 válvulas, derivado do Lancia Thema i.e. Turbo, e que possuía função de overbooste tinha potencia máxima de 129 kW (175,4 cv). Mais tarde, este foi substituído por um V6 de 2,0 L turbo de 156 kW (212,1 cv), baseado no motor de 3,0 L 12 válvulas e equipado com um sistema de gerenciamento de motor muito sofisticado da Bosch.
O motor topo de linha foi o 3.0 L "Busso" V6 projetado por Giuseppe Busso originalmente para o Alfa Romeo 6. Seu projeto inicialmente possui cabeçotes com 12 válvulas e posteriormente foi atualizado para 24 válvulas DOHC para os novos modelos V6, especificamente, QV e Q4.
Para a Europa, havia também uma versão turbodiesel com um motor da fabricante italiana de motores VM Motori. Ele Produzia 92 kW (125 cv) e tinha torque máximo de 288 N·m (212 lbf·ft) à 2000 rpm, com este motor, o 164 tinha uma velocidade máxima de 200 km/h (124,3 mph).

### Performance
| Modelo               | Tipo               | Volume de deslocamento | Potência                | Torque                           | 0–100 km/h (0–62 mph) | Velocidade máxima  | Produção           |
| Motores à Gasolina   | Motores à Gasolina | Motores à Gasolina     | Motores à Gasolina      | Motores à Gasolina               | Motores à Gasolina    | Motores à Gasolina | Motores à Gasolina |
| -------------------- | ------------------ | ---------------------- | ----------------------- | -------------------------------- | --------------------- | ------------------ | ------------------ |
| 2.0 Twin Spark 8v    | I4                 | 2.0 L (1,962 cc)       | 108 kW (147 PS; 145 hp) | 187 N·m (138 lbf·ft) at 4700 rpm | 9.2 s                 | 215 km/h (134 mph) | 1987—1989          |
| 2.0 T.Spark 8v (cat) | I4                 | 2.0 L (1,962 cc)       | 106 kW (144 PS; 142 hp) | 187 N·m (138 lbf·ft) a 4700 rpm  | 9.9 s                 | 210 km/h (130 mph) | 1990—1992          |
| 2.0 TS 8v            | I4                 | 2.0 L (1,962 cc)       | 105 kW (143 PS; 141 hp) | 193 N·m (142 lbf·ft) a 5000 rpm  | 9.9 s                 | 215 km/h (134 mph) | 1992—1994          |
| 2.0 TS Super 8v      | I4                 | 2.0 L (1,995 cc)       | 105 kW (143 PS; 141 hp) | 187 N·m (138 lbf·ft) a 5000 rpm  | 9.9 s                 | 215 km/h (134 mph) | 1995—1997          |
| 2.0 Turbo 8v         | I4                 | 2.0 L (1,995 cc)       | 129 kW (175 PS; 173 hp) | 265 N·m (195 lbf·ft) a 2500 rpm  | 7.2 s                 | 225 km/h (140 mph) | 1987—1991          |
| 2.0 V6 Turbo         | V6                 | 2.0 L (1,996 cc)       | 156 kW (212 PS; 209 hp) | 306 N·m (226 lbf·ft) a 2750 rpm  | 7.2 s                 | 243 km/h (151 mph) | 1991—1992          |
| 2.0 V6 Turbo Super   | V6                 | 2.0 L (1,996 cc)       | 151 kW (205 PS; 202 hp) | 301 N·m (222 lbf·ft) a 2750 rpm  | 8.0 s                 | 237 km/h (147 mph) | 1993—1997          |
| 3.0 V6 12v           | V6                 | 3.0 L (2,959 cc)       | 141 kW (192 PS; 189 hp) | 261 N·m (193 lbf·ft) at 4900 rpm | 8.1 s                 | 230 km/h (140 mph) | 1987—1989          |
| 3.0 V6 12v (cat)     | V6                 | 3.0 L (2,959 cc)       | 135 kW (184 PS; 181 hp) | 261 N·m (193 lbf·ft) a 4900 rpm  | 8.1 s                 | 230 km/h (140 mph) | 1990—1992          |
| 3.0 V6 12v Super     | V6                 | 3.0 L (2,959 cc)       | 132 kW (179 PS; 177 hp) | 255 N·m (188 lbf·ft) a 4400 rpm  | 8.0 s                 | 230 km/h (140 mph) | 1992—1997          |
| 3.0 V6 12v QV        | V6                 | 3.0 L (2,959 cc)       | 147 kW (200 PS; 197 hp) | 274 N·m (202 lbf·ft) a 4400 rpm  | 7.7 s                 | 237 km/h (147 mph) | 1990—1992          |
| 3.0 V6 24v Super     | V6                 | 3.0 L (2,959 cc)       | 155 kW (211 PS; 208 hp) | 266 N·m (196 lbf·ft) a 5000 rpm  | 8.0 s                 | 240 km/h (150 mph) | 1993—1997          |
| 3.0 V6 24v QV        | V6                 | 3.0 L (2,959 cc)       | 170 kW (230 PS; 230 hp) | 276 N·m (204 lbf·ft) a 5000 rpm  | 7.0 s                 | 245 km/h (152 mph) | 1993—1997          |
| 3.0 V6 Q4            | V6                 | 3.0 L (2,959 cc)       | 170 kW (230 PS; 230 hp) | 276 N·m (204 lbf·ft) a 5000 rpm  | 7.7 s                 | 240 km/h (150 mph) | 1993—1997          |
| Motores à Diesel     |                    |                        |                         |                                  |                       |                    |                    |
| 2.5 Turbodiesel      | I4                 | 2.5 L (2,499 cc)       | 86 kW (117 PS; 115 hp)  | 260 N·m (190 lbf·ft) a 2200 rpm  | 11.1 s                | 200 km/h (120 mph) | 1987—1992          |
| 2.5 Turbodiesel      | I4                 | 2.5 L (2,499 cc)       | 92 kW (125 PS; 123 hp)  | 288 N·m (212 lbf·ft) a 2000 rpm  | 10.8 s                | 202 km/h (126 mph) | 1992—1997          |